# Per Nordenvall
Per Nordenvall, född 26 oktober 1943, är en svensk historiker och genealog.
Nordenvall har studerat historia vid Uppsala universitet och arbetat på Landsarkivet i Uppsala samt på Armémuseum med dess trofésamling. Mellan 1998 och 2010 var han anställd vid den svenska föreningen Riddarhuset som riddarhusgenealog. Nordenvall är engagerad i heraldiska frågor och var 1997–2014 ordförande i Heraldiska samfundet. Han var  också 1984–1997 ordensamanuens samt 1998–2018 ordenshistoriograf vid Kungl. Maj:ts Orden. Han är sedan 2004 medlem av Internationella kommissionen för riddarordnar. Nordenvall tillhör även Svenska nationalkommittén för genealogi och heraldik.

## Utmärkelser i urval
- Carl XVI Gustafs jubileumsminnestecken III (2016) med anledning av Konung Carl XVI Gustafs 70-årsdag
- Carl XVI Gustafs jubileumsminnestecken II (2013) med anledning av Konung Carl XVI Gustafs 40-års regeringsjubileum
- Carl XVI Gustafs jubileumsminnestecken (1996) med anledning av Konung Carl XVI Gustafs 50-årsdag
- Kronprinsessan Victorias och Prins Daniels bröllopsminnesmedalj (2010)
- H.M. Konungens medalj i guld av 8:e storleken (2003) för förtjänstfulla insatser som historiograf vid Kungl. Maj:ts Orden
- Svenska Heraldiska Föreningens förtjänstmedalj i guld (2008)[2]
- Kommendör av Finlands Lejons orden
- Riddare av Norska förtjänstorden (1 juli 1992)[3]
- Officer av Jordanska Självständighetsorden
- Påvliga Heliga gravens ordens förtjänstkors av 3:e klassen (2017)